# Film Baťa
Tomáš Baťa se dlouhá léta zajímal o výrobu filmů a mimo jiné v letech 1918–1926 vlastnil několik akcií brněnské filmové společnost Lloyd-Film. Poté přistoupil k vlastní filmové tvorbě. V roce 1927 českoslovenští diváci viděli v kinech filmový čtvrtletník Baťův žurnál. Tento žurnál pokračoval i v dalších letech. Jeho natáčením začala vlastní filmová tvorba na půdě firmy Baťa. V roce 1928 přibyly filmy reportážní například „President republiky Dr. T. G. Masaryk návštěvou ve Zlíně a v Baťových závodech v červnu 1928“. V roce 1929 vznikl reklamní film „Bílá gumová obuv“ a roku 1930 dokumentární snímek Moderní výroba obuvi. Natáčení zajišťovalo filmové oddělení Baťových závodů vedené od roku 1928 Jaroslavem Pagáčem; filmové oddělení tehdy sídlilo ve zlínském Obchodním domě Baťa (Tržnice) a od roku 1929 v budově 52 továrního areálu (při reklamním oddělení).
V letech 1930-1934 se natáčely převážně reklamní a reportážní filmy a některé z nich byly již zvukové. Od roku 1934 začaly vznikat naučné a školní filmy, zejména zásluhou režiséra Jaroslava Novotného. Pro reklamní filmy byly získány též pražské osobnosti jako režiséři Martin Frič a Svatopluk Innemann nebo herci Adina Mandlová a Čeněk Šlégl. Tomáš Baťa usiloval o získání vlastního filmového ateliéru už roku 1931 a o dva roky později se plánoval objekt pro ateliér ve Zlíně vedle internátů. Záměr se uskutečnil roku 1936 novostavbou na Kudlově.
V roce 1934 byl získán mladý scenárista Elmar Klos, který do filmového oddělení přivedl také Ladislava Koldu a Alexandra Hackenschmieda. Tyto tři vůdčí osobnosti od roku 1935 zásadně ovlivnily úspěšný rozvoj baťovské filmové tvorby. V novém ateliéru na Kudlově se špičkovým technickým vybavením vzrůstal počet a zejména kvalita nových filmů. Nápadité reklamní filmy upoutávaly a překvapovaly diváky, snímky z posledních dnů T. G. Masaryka nebo z bouřlivé atmosféry mnichovské doby se staly důležitým dobovým svědectvím. Podobně důležité byly filmy o baťovských zahraničních továrnách z francouzského Hellocourtu a indického Batanagaru natočené roku 1937.
V letech 1935–1939 baťovské filmy přicházely k divákům pod několikerým označením, například Filmstudio Baťa Zlín, Fab Zlín, Filmový ateliér Baťa Zlín, FAB Zlín. Filmové oddělení firmy Baťa se přetvořilo roku 1938 ve společnost Baťovy pomocné závody, zkráceně Bapoz Zlín. Díky mimořádným schopnostem Ladislava Koldy, který zde byl vedoucí osobností, se baťovská filmová tvorba dynamicky rozvíjela.
Vedle ateliéru na Kudlově získali baťovští filmaři ještě další působiště – od roku 1939 měli pronajatý ateliér v Praze – Hostivaři. Zde byl tehdy natočen celovečerní hraný film Kouzelný dům. Hostivařské pracoviště bylo pod nátlakem okupantů ztraceno již v roce 1940. Ve Zlíně se podařilo v letech 1940 a 1941 uspořádat Filmové žně jako přehlídku celé české tvorby. V kudlovském ateliéru pokračovala tvorba filmů dokumentárních, naučných, instrukčních, školních a reklamních. Byla zde zahájena také tvorba animovaného filmu a začali zde pracovat významní tvůrci – Hermína Týrlová sem přišla roku 1941 a Karel Zeman roku 1943. Ani kudlovský ateliér se neubránil německému nátlaku a roku 1942 byl převeden pod působnost berlínské filmové společnosti.
V květnu 1945 při osvobození Zlína se filmová tvorba vrátila do soustavy baťovských podniků, avšak už v srpnu 1945 přešla znárodněním do rukou státu.